# Zaviyeh
Zaviyeh (en persan : زاويه, aussi romanisé comme Zāvīyeh ou Zāvyeh ; également connu sous le nom de Shahr- e Zāvīyeh et Zārīyeh) est une ville située dans le district central du comté de Zarandieh dans la province de Markazi en Iran. Au recensement de 2006, sa population était de 6 141 habitants pour 1 624 familles.